# Arvinger
Arvinger é uma banda de rock cristão da Noruega. Tem dois integrantes na formação. Há muito tempo, o nome dos viquingues era temido pelos povos civilizados.Hoje, diretamente da Noruega, se levantam os vikings do Arvinger, que se dedicam ao metal extremo e a levar a Mensagem do Evangelho com força e bravura. Assim sendo, Arvinger é uma banda cristã.

## História
O Arvinger foi formado em 2001 quando Djerv se juntou com o membro de formação Hauk, para compor alguns black metals nórdicos juntos. Hauk começou a escrever as músicas enquanto Djerv começou a escrever as letras. Poucos meses depois eles gravaram 5 músicas em seu próprio estúdio. Hauk tocou todos os instrumentos, exceto o teclado que foi tocado pelo músico convidado Ronny Tegner, também conhecido como Pagan's Mind.
Quase um ano mais tarde Hauk gravou uma música instrumental Mørkets Dal. Nenhuma das músicas havia sido lançada, então durante o verão de 2002 eles disponibilizaram todo o seu material em um site especializado em MP3, assim como em sua própria página na internet. E depois de poucos dias eles começaram a receber um grande reestímulo e suas músicas rapidamente se tornaram umas das mais baixadas no site. Então eles decidiram tentar de novo e escrever mais músicas. Hauk então escreveu 3 músicas novas, e dessa vez ele mesmo tocou teclado. Djerv também participou da composição das músicas dessa vez. Muitas pessoas pediram um CD ou uma demo da banda, então eles decidiram lançar todo o seu material num álbum chamado "Helgards Fall"

## Formação
- Djerv (vocal)
- Hauk (instrumental)

## Discografia
- 2003 - Helgards Fall
- 2004 - Til Evig Tid (EP)
- 2017 - Rast (EP)